# 张文涛
张文涛（1993年4月14日—），中華人民共和国足球运动员，现由中國足球超級聯賽球队河南嵩山龙门租借至中国足球协会超级联赛球队武汉三镇足球俱乐部。